# Ґідзьо (посада)
Ґідзьо́ (яп. 議定, ぎじょう, «визначальник обговорень») — одна з трьох посад в центральному уряді Японії на початку реставрації Мейдзі. В західній історіографії перекладається як «старший радник».

## Короткі відомості
Посада старшого радника була заснована 3 січня 1868 року указом про реставрацію Імператорського правління. Вона надавалася підданим Імператора високого соціального статусу, зазвичай, принцам, аристократами, регіональним володарям або знатним самураям певних ханів. 
Старші радники очолювали сім Служб і Вісім відомств. Вони були головами верхньої палату Законодавчої ради, яка займалася випрацюванням і прийняттям законів.
Після набуття чинності указу про форму державного правління 17 червня 1868 року, система трьох посад була скасована. Проте до червня 1869 року старші радники залишалися головами верхньої палати Законодавчої ради.